# Calycomyza cassiae
Calycomyza cassiae este o specie de muște din genul Calycomyza, familia Agromyzidae, descrisă de Frost în anul 1936.
Este endemică în Panama. Conform Catalogue of Life specia Calycomyza cassiae nu are subspecii cunoscute.